# 希罗西·伊斯梅尔
希羅西·伊斯梅爾（英語：Hiroshi Ismael，1936年11月30日—2008年7月31日），密克羅尼西亞聯邦第3任副總統，于1987年至1991年間在任。

## 生平
伊斯梅爾生於1936年的大日本帝國南洋廳的科斯雷島，有日本裔血統，而希羅西（Hirosi）正對應日本名字博司，幼年移居波納佩島並在當地上學，他畢業後曾經在任職太平洋群島託管地駐聯合國代表，是密聯邦開國元勛之一，他在1987年到1991年擔任密聯邦第3任副總統，任滿後回到家鄉退休，但依然為政治人物提供幫助，也曾協助過不少新晉的政治人物，他最後在家響科斯雷州的Utwe擔任神職人員，晚年患上癌症，前往菲律賓治療。

## 去世
2008年7月31日，退休17年的密克羅尼西亞聯邦前副總統暨開國元勛希羅西·伊斯梅爾在家中安詳去世，他去世時妻子和六個子女Greeno, Grant, Loto, Paul, Kenye and Ruth均在他身旁，密聯邦政府於同年8月1日為這位當過副總統的元勛舉行國葬。